# Ture Stensson (Bielke)
För lagmannen i Uppland, se Ture Stensson (Bielke) (död 1439). För landshövdingen på 1700-talet, se Ture Bielke (1655–1717).
Ture Stensson (Bielke), död 1425, var en svensk riddare, riksråd, lagman och hövistman. 

## Biografi
Ture Stensson (Bielke) var son till Sten Bengtsson (Bielke) och Katarina Holmgersdotter (Ulv). Han var 1402 riddare och 1413 riksråd. Ture Stensson blev 1408 lagman i Ölands lagsaga efter sin far och var det fram till 25 maj 1423. Han var från omkring 1414 hövitsman på Piksborg. Ture Stensson avled 1425 och begravdes i Vadstena.
En gravsten över honom och hans två fruar hittas i Vadstena klosterkyrka.

### Egendom
Ture Stensson ägde Kråkerum, som han fick vid ett arvsskiftet 1408. Han ägde även Rävelsta i Altuna socken.

### Familj
Ture Stensson gifte sig första gången 1407 på Oppenstens slott med Birgitta Abrahamsdotter (Tjurhuvud) (omkring 1380-talet–1415), dotter till danske riddaren och riksrådet Abraham Brodersson (Tjurhuvud) och Märta Pedersdotter Dudde. De fick tillsammans barnen riddaren och riksrådet Erik Turesson (Bielke) (död 1450) som var gift år 1446 med sin styvmoders dotter Birgitta Kristiernsdotter (Vasa) (-1473), Birgitta Turesdotter (Bielke) (död 1436) som var gift med kung Karl Knutsson (Bonde) och Sten uresson (Bielke).
Han gifte sig för andra gången i Köpenhamn före 14 oktober 1423, med Margareta Eriksdotter (Krummedige) (omkring 1390–1451), dotter till Erik Krummedige till Tranekær (omkring 1338-1439) och Beata von Thienen (född 1360). De fick tillsammans barnen Bengt Turesson (Bielke) (1424–1425) och riddaren, riksrådet och marksen Ture Turesson (Bielke) (1425–1490).
Hans andra fru Margareta Eriksdotter gifte sig igen med Kristiern Nilsson Vasa, med vilken hon fick två barn, nämligen Johan Kristiernson Vasa, Nils Kristiernsson Vasa och den ovan nämnda Birgitte Kristiernsdotter Vasa.